# 国际主义共产主义倾向
国际主义共产主义倾向（英語：Internationalist Communist Tendency，缩写为ICT）是一个左翼共产主义国际政党组织。1983年，在意大利的国际主义共产党和英国的共产主义工人组织的共同倡议下，该组织宣告成立，当时取名为争取革命党国际局。2009年，该组织改用现名。
除国际主义共产党和共产主义工人组织外，该组织的成员还有活动于美国和加拿大的国际工人团体、德国的国际社会主义者团体以及一个小型法国支部。